# ستار زارع
ستار زارع (زاده ۲۴ آبان ۱۳۶۰ - شیراز) بازیکن سابق و مربی فوتبال اهل ایران است.
او در جام جهانی ۲۰۰۶ آلمان به همراه تیم ملی فوتبال ایران حاضر بود، اما به دلیل مصدومیت میدان نرفت.
وی سابقه عضویت در تیم‌های برق شیراز، شاهین بوشهر و راه‌آهن را دارد.

## دوران باشگاهی
ستار زارع از ۸ سالگی به آکادمی برق شیراز پیوست. او تا ۲۰ سالگی در تیم‌های پایه این بازی کرد و در نهایت به تیم بزرگسالان برق شیراز منتقل شد. در میانه‌های فصل ۸۶–۸۷ توسط محمود یاوری سرمربی وقت تیم به دلیل بی انضباطی از تیم اخراج شد اما یاوری زارع را به تیم بازگرداند. در پایان این فصل قرارداد زارع با برق به پایان رسید و او پیشنهادهایی از استقلال و پرسپولیس دریافت کرد اما وی تیم برق را ترک نکرد. زارع حتی پس از سقوط برق شیراز به لیگ آزادگان از این تیم شیرازی جدا نشد اما پس از عدم موفقیت این تیم در صعود به لیگ برتر، زارع در سال ۱۳۸۹ به شاهین بوشهر پیوست.

## تیم ملی
او سال‌های متمادی در تیم ملی ایران بازی کرد همچنین او در جام جهانی ۲۰۰۶ آلمان به همراه تیم ملی فوتبال ایران حاضر بود، پس از سقوط تیم محبوب شهرش به همراه آن تیم به رده پایین‌تر رفت و پیشنهادهای فراوان تیم‌های بزرگ و لیگ برتری را نپذیرفت.